# Hobulaiu
Hobulaiu – wieś w Estonii, w prowincji Lääne, w gminie Ridala. Przed reformą administracyjną samorządów lokalnych z 2017 r. znajdowała się ona w parafii Ridala.